# Michel de Giers
Michel Nikolaïevitch de Giers (Михаил Николаевич Гирс ; né le 22 juillet 1856 à Odessa et mort le 27 novembre 1932 à Paris 16e) est un diplomate de la Russie impériale.

## Biographie
Descendant d'une famille de la noblesse russe arrivée de Suède à la fin du XVIIIe siècle, Michel de Giers est le fils du ministre des Affaires étrangères Nicolas de Giers (1820-1895) et de son épouse née princesse Olga Cantacuzène (1830-1903). Son frère aîné Nicolas (1853-1924) sera également diplomate en France, en Belgique et en Autriche-Hongrie, son frère cadet (né en 1861) officier, Kammerherr, et vice-gouverneur à Astrakhan, Novgorod, dans le gouvernement d'Estland, etc.
Il étudie au prestigieux corps des Pages, ensuite à la faculté juridique de Saint-Pétersbourg puis participe en tant qu'engagé volontaire à la guerre russo-turque de 1877-1878 recevant la médaille de l'ordre militaire de 4e degré. Après la guerre, il entre au ministère des Affaires étrangères. Il est élevé au rang de Kamerjunker en 1886, de Kamerherr en 1891. À cette époque, il sert de facto de secrétaire privé à son père, ministre des Affaires étrangères. En 1894, il est nommé conseiller de seconde classe au ministère des Affaires étrangères et le 2 avril 1895, il est élevé à la dignité de conseiller d'État effectif dans la Table des rangs.

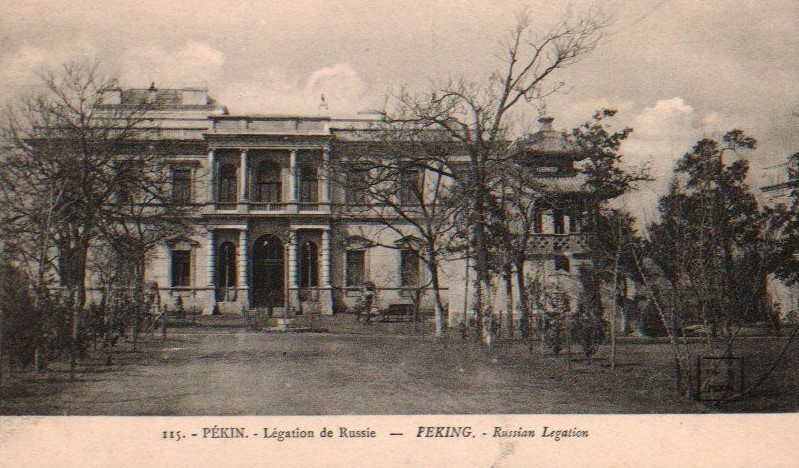
Légation de Russie à Pékin.

Michel de Giers est envoyé extraordinaire et ministre plénipotentiaire en 1897 au Brésil, puis en 1898-1901 à la légation de Russie à Pékin où il est témoin de la révolte des Boxers, et de l'attaque du quartier des Légations (dont il prend part personnellement à la défense), demande l'intervention des puissances et signe le protocole de compensations en 1901. Il est décoré pour son action pendant cette période troublée de l'ordre de Sainte-Anne de 1re classe avec épées. En 1902, il est envoyé comme ministre plénipotentiaire en Bavière, puis en Roumanie jusqu'en 1911. Il est fait conseiller secret en 1905 et Hofmeister la même année.
En 1911, Michel de Giers est nommé ambassadeur extraordinaire et plénipotentiaire auprès du sultan à Constantinople. Sur les instructions du ministère des Affaires étrangères, après la formation de l'Union des Balkans en 1912, il tente de persuader le gouvernement ottoman de faire des concessions aux demandes de la Bulgarie et de la Serbie d'étendre les droits des peuples balkaniques vivant dans l'Empire ottoman. Pendant la deuxième guerre balkanique, il tente d'empêcher les troupes du sultan d'y entrer. Par la suite, il ne peut contrer l'influence grandissante de l'Empire allemand et des puissances centrales en Turquie, réussissant cependant à faire retirer le général allemand Liman von Sanders du commandement du 1er corps d'armée, stationné à Constantinople. Il part le 31 octobre 1914, peu avant la déclaration de guerre de l'Empire russe contre l'Empire ottoman allié à l'Allemagne et à l'Autriche-Hongrie. Il est nommé ambassadeur à Rome en 1915 et doyen du corps diplomatique. En février 1917, il est toujours à l'étranger, se ralliant au gouvernement de Kerenski le 24 mars suivant ; mais pendant la révolution d'Octobre, il est démis et ne retourne donc pas en Russie en proie à la guerre civile. Il s'installe à Paris où arrive une grande partie des exilés russes blancs. En tant que doyen des diplomates russes à l'étranger, il préside le conseil des anciens ambassadeurs (qui exista pendant toute l'entre-deux-guerres) et prend part à la conférence politique russe de Paris, fondée à la fin de 1918 en tant que représentation unifiée des structures politiques de l'ancien Empire russe à l'étranger et censée les représenter à la conférence de la paix de Paris. Il représente le général Wrangel sous le commandement des alliés. Cependant les émigrés russes sont marginalisés, la conjoncture politique appelant à la reconnaissance de la Russie bolchévique par la France en 1924.
Michel de Giers était membre de la Société impériale russe de géographie dès le 14 mai 1891.
De sa première épouse née Olga Constantinovna Boutkova (1859-1886), il a un fils, Nicolas (1881-1905) mort pendant la guerre russo-japonaise en tant que lieutenant de marine ; et une fille, Tatiana, épouse de Vladimir Constantinovitch Roudanovsky. Veuf, il se remarie en 1891 (au scandale du comte von Lambsdorff qui le note dans son Journal) avec la baronne von Taube née Marie Nikolaïevna Zamiatnine (1860-1942), divorcée pour lui du baron Constantin von Taube (1854-1919), cryptographe aux Affaires étrangères et collègue de son futur mari - dont elle a eu une fille, Sophie (née en 1883 à Saint-Pétersbourg), et un fils Constantin (Saint-Pétersbourg 1887-1940 Paris) ; elle était la fille du général Zamiatnine (1824-1868), gouverneur de Samara et de son épouse née Élisabeth Tolstoï.
Il meurt à Paris le 27 novembre 1932 et il est enterré au cimetière des Batignolles.

## Décorations
Russes
- Médaille militaire (dite croix de Saint-Georges), 4e classe (1877)
- Ordre de Saint-Stanislas, 1re classe (1898)
- Ordre de Sainte-Anne, 1re classe avec épées (1900)
- Ordre de Saint-Vladimir, 2e classe (1908)
- Ordre de l'Aigle blanc (1912)
- Médaille de la guerre russo-turque de 1877-1878
- Médaille du règne de l'Empereur Alexandre III
- Médaille du Tricentenaire du règne de la Maison des Romanov

Étrangères
- Croix de la Traversée du Danube (1878), principautés unies de Moldavie et de Valachie
- Ordre de la Croix de Takovo, commandeur (1883), royaume de Serbie
- Ordre du Lion et du Soleil, 2e classe (1886) Empire perse
- Ordre de la Couronne, 2e classe (1890), royaume de Prusse
- Ordre de l'Étoile d'or, 1re classe (1893) émirat de Boukhara
- Ordre de la Légion d'honneur, commandeur (1894), République française
- Ordre de l'Immaculée Conception de Vila Viçosa, grand-croix (1895), royaume de Portugal
- Ordre du Médjidié, 2e classe (1895), Empire ottoman
- Ordre de Dannebrog, grand-croix (1902), royaume de Danemark
- Ordre des Saints-Maurice-et-Lazare grand-croix d'officier (1902), royaume d'Italie
- Ordre de Saint-Michel, grand-croix (1903), royaume de Bavière
- Ordre de la Couronne, 1re classe (1906), royaume de Roumanie
- Médaille du Jubilé des 40 ans du règne de roi de Roumanie (1906)
- Ordre de l'Étoile, 1re classe (1910), royaume de Roumanie
- Ordre du Sauveur, 1re classe (1910), royaume de Grèce
- Croix en or de Jérusalem avec particule de l'arbre de vie, en tant que chevalier du Saint-Sépulcre (1913)